# 威斯特法伦公国
威斯特法倫公國（德語：Herzogtum Westfalen）是神聖羅馬帝國歷史上的一塊領地，存在時間為1102年至1803年。公國位於威斯特法倫地區，這原本是德意志部落公國薩克森公國的三大主要地區之一，今屬德國北萊茵-威斯特法倫聯邦州的一部分。公國在1803年世俗化之前由科隆大主教及選帝侯領有。

## 地理
公國大致包括現今的奧爾珀和上紹爾蘭縣，以及鄰近的索斯特地區和梅基施縣（門登和巴爾沃），自1507年起也包括在福爾克馬森的飛地（前柯維采邑修道院的財產）。在1449年的索斯特復仇之後，索斯特城被克萊沃公國佔據。
公國隔著利珀河，北部與明斯特采邑主教區的領土接壤，東北部與帕德博恩采邑主教區接壤；這兩個采邑主教公國也都是源自以前的薩克森公國。而東南方毗鄰的黑森伯國、拿騷和瓦爾代克伯國則源自前部落公國弗蘭肯公國的一部分。西面的萊茵貝格公國和威斯特法倫馬克伯國阻礙了下萊茵河河畔屬科隆采邑主教的領土與本土連成一片。
威斯特法倫公國構成了科隆選侯國的最大部分。除了哈爾山脈以北，屬威斯特法倫低地的一部分，肥沃的光明之路盆地之外，公爵領地主要由丘陵和密集的森林地區所組成，有一些重要的金屬礦床和鹽水泉。連接韋爾、埃爾維特和蓋瑟克鎮的一段光明之路是從阿亨到戈斯拉爾之間重要貿易路線的一部分。

## 歷史
在薩克森戰爭查理曼征服薩克森之後，與安格利亞和奧斯特法倫組成前薩克森部落公國的威斯特法倫地區，在法蘭克人的要求下，由科隆大主教對地區進行基督教化。第一批教區建立在索斯特周邊萊茵河莊園的東部，大主教們在那裡擴展了他們的教區領土。許多修道院組織，例如1072年由科隆大主教安諾二世所建立的格拉夫特沙夫特修道院，亦穩定了教會對當地的統治。

### 公國的建立（1102年-1180年）
十二世紀初在神羅皇帝與教宗激烈的敘任權鬥爭中，科隆大主教腓特烈一世於1102年佔領並奪取了皇帝亨利四世的支持者，威斯特法倫阿恩斯貝格伯爵的半數領土。該地區的其他伯國亦無法抵抗強大的科隆大主教，不久之後韋爾、呂滕和瓦爾瑪斯丁伯爾
（靠近韋特）也被併入科隆采邑主教區。前韋爾伯爵創建了一個名為韋爾-阿恩斯貝格的新伯國，並設法使他們這片越來越小的領土獨立於科隆大主教的控制，直到伯國在1368年最終被出售為止。1180年在打敗叛逆的薩克森公爵獅子亨利之後，皇帝腓特烈巴巴羅薩將這些領土和前薩克森公國的西南部授予科隆大主教海因斯貝格的腓特烈，組成了新的「威斯特法倫公國」。

### 擴張（1180年–1445年）
貝格的恩格爾貝特，自1220年起擔任科隆大主教，開始了一場運動迫使威斯特法倫地區的貴族進貢，並從他們手中奪取分散的教會土地管理權。恩格爾貝特通過吞併由光明之路到迪默爾河的領土，成功地連接了公國的土地，並於1222年在獲得了紹爾蘭山區南部包括阿滕多恩在內的地區。科隆大主教進一步擴張所帶來的爭議最終導致恩格爾貝特於1225年死於伊森伯格的腓特烈一世之手。1260年，根據與不倫瑞克公爵的協議，威悉河成為官方分隔他們勢力範圍的邊界。1277年，大主教成功打敗了威斯特法倫和下萊茵地區反對派組成的龐大聯盟，但1288年他們的進一步行動迫使大主教放棄了奪取威斯特法倫大部分其餘地區的野心。1368年大主教通過收購吞併韋爾-阿恩斯貝格伯國，統一了紹爾蘭山區北部和南部的領土。
在十四世紀大主教薩爾韋登的腓特烈開展了一次後來視為毫無作用的行動，以希望維護科隆對馬克伯國的權利，但最終於1392年被迫放棄。他的繼任者默爾斯的迪特里希二世見證了科隆作出的最後嘗試，希望通過打破克萊沃公國和馬克伯國在區內的優勢地位，獲得對威斯特法倫的統治地位。威斯特法倫公國對騎士和城市所施加的財政負擔導致他們於1437年聯合起來。科隆於1441年與克萊沃議和，這導致1444年發生了索斯特復仇，威斯特法倫地區最富有的城鎮索斯特拒絕再承認科隆的統治，並一直持續到1449年。索斯特後來成為克萊沃公國的一部分。此後阿恩斯貝格成為威斯特法倫公國新的行政首府。在經濟上，失去索斯特鎮大大削弱了公國的實力。尤其是鎮的周圍擁有非常肥沃的土地，鎮所生產的糧食之前亦用來供給公國南方的山區地帶。1445年科隆與馬克伯國達成和平協議，雙方都作出了領土讓步。

### 直到神聖羅馬帝國解體前的威斯特法倫（1445年–1806年）

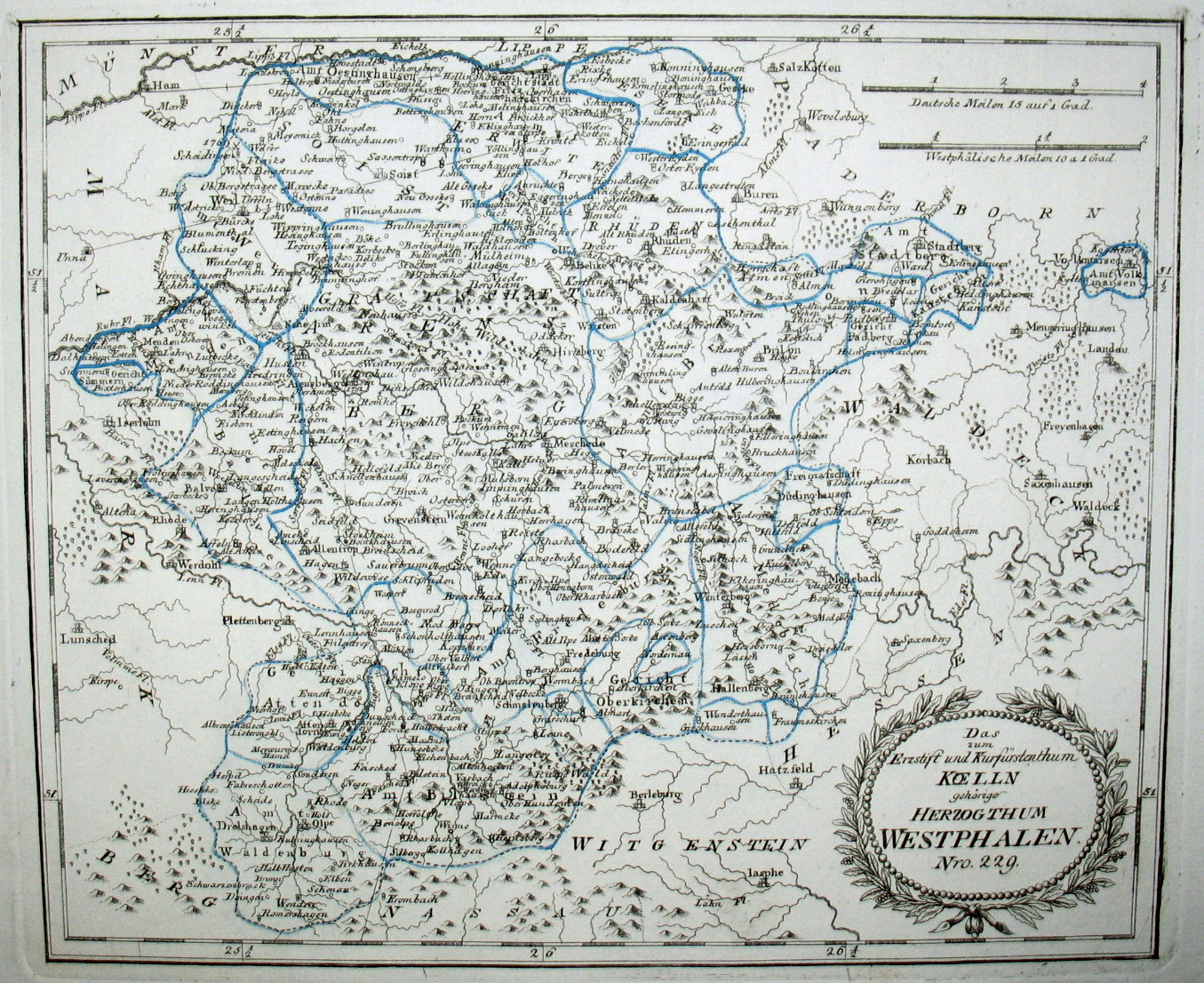
1793年的威斯特法倫公國

在索斯特復仇之後，索斯特是克萊沃公國的一部分。從1463年開始，威斯特法倫的騎士和城市聯盟開始了與大主教的長期鬥爭。在大主教維德的赫爾曼五世（1515年-1546年）統治期間，宗教改革的浪潮席捲威斯特法倫。最終宗教改革浪潮被鎮壓，但在大主教格布哈特·特魯赫澤斯·馮·瓦爾德堡（1577年-1583年）統治期間，宗教改革捲土重來，他於1582年被迫逃至威斯特法倫，那裡的一些騎士和城市改宗了新教教義。新當選的大主教巴伐利亞的恩斯特（1583年-1612年）和他的兄弟巴伐利亞的斐迪南在科隆戰爭開始後於1583年設法奪回了公國，新教僅在與瓦爾代克和黑森接壤的邊界地區倖存下來。1590年，威斯特法倫公國再次被確認為科隆大主教的領土。
與德意志其他大多數領土一樣，威斯特法倫地區在三十年戰爭期間飽受摧殘。1794年，在法國吞併萊茵河以西的領土後，科隆大主教的住所搬到了威斯特法倫公國。在1803年的德意志世俗化中，威斯特法倫公國成為黑森-達姆施塔特的一部分。

### 神聖羅馬帝國解體後（1806年–1815年）
1807年拿破崙建立了附庸威斯特法倫王國，但王國並不包括任何以往威斯特法倫公國的領土，王國的首都設在黑森的卡塞爾。1815年的維也納會議將原威斯特法倫公國贈予普魯士以交換萊茵河西面的重要領土，隨後同年公國被併入普魯士的威斯特法倫省。

## 資料來源
- 本條目包含已處於公共領域的Herbermann, Charles (编). . . Robert Appleton Company. 1913.

## 外部連結
- 1789年的威斯特法倫公國地圖 （页面存档备份，存于）